# Введенский, Алексей Иванович (ботаник)
Алексе́й Ива́нович Введе́нский (1898—1972) — систематик и флорист, исследователь флоры Средней Азии.

## Биография
В 1916 году окончил Пензенское реальное училище. Ботаникой (гербаризацией и определением растений) Введенский начал заниматься в юности, в 1917 году под руководством И. И. Спрыгина и М. Г. Попова в Пензенском обществе любителей естествознания. В 1918 году в Пензе опубликовал первую научную работу по ботанике. В 1919—1920 годах заведовал гербарием Пензенского естественно-исторического музея, а затем ботаником-систематиком зоолого-ботанического сада.
В 1920 году вместе со Спрыгиным, Поповым, Е. П. Коровиным и ещё четырьмя сотрудниками пензенского музея-сада уехал в Ташкент, где начал путь в науку сотрудником ботанического сада при Среднеазиатском государственном университете (САГУ). Тогда же совершил ряд экспедиций по различным районам Средней Азии [в том числе, на Моголтау в 1923—1924 годах (совместно с М. Г. Поповым); в 1927 году в экспедиции по исследованию растений, дающих эфирные масла; по Сурхан-Дарьинскому округу для исследования и заготовки декоративных растений в 1929-м). Собрал обширные гербарные материалы, луковицы, корневища и семена туркестанских видов растений. С 1925 года Введенский заведовал университетским гербарием. В 1929 году окончил Среднеазиатский государственный университет. Дипломная работа была посвящена среднеазиатским видам гусиного лука (Gagea).
С 1924 года Введенский совместно с другими среднеазиатскими ботаниками редактировал и издавал сводку «Herbarium Florae Asiae Mediae» , которую современники считали «превосходным по качеству и критической обработке». Для этого издания Введенский собрал свыше 25 000 гербарных листов. В изданных к этому гербарию «Schedae» Введенский поместил множество критических заметок о растениях Средней Азии и описаний новых видов.
Член-корреспондент Академии наук Узбекистана.

## Вклад в науку
Введенский был знатоком флоры Средней Азии, множество видов растений которой он впервые описал или критически проработал.
Как систематик Введенский монографически занимался изучением семейства Лилейные (Liliaceae) (особенно родов Лук (Allium) и Тюльпан (Tulipa)) и Ирисовые (Iridaceae) (род Касатик (Iris)). Эти и другие роды обработаны Введенским для «Флоры СССР», «Флоры Туркмении» и «Флоры Узбекистана».
В 1935 году в четвёртом томе «Флоры СССР» Введенский подробно описал тюльпаны, произраставшие на территории СССР, и дал их классификацию. Несмотря на то, что с тех пор тюльпаны России и сопредельных стран изучены значительно полнее и глубже, классификация групп рода Тюльпан, предложенная А. И. Введенским, по мнению З. П. Бочанцевой, в основном сохранена.
В 1929—1934 годах Введенский изучал среднеазиатские дикорастущие декоративные растения, особенно виды родов Тюльпан, Лук, Эремурус (Eremurus), Ирис, организовал заготовку их семенного материала. Многие растения им были введены в культуру. По материалам Введенского Б. А. Федченко издал иллюстрированный каталог дикорастущих декоративных видов СССР — «Species of wild flowers of the USSR. Descriptive catalogue of Bulbs and Roots» (Moscow, 1935).
Введенский принимал деятельное участие в работе издательств Ташкентского университета и Академии наук Узбекской ССР. Так, например, под редакцией Введенского в 1947 году вышла монография Е. П. Коровина о роде Ферула (Ferula).

## Основные сочинения
- Новый род из семейства губоцветных Phlomidopsis // Тр. Туркест. научн. об-ва. — Ташкент, 1923. — Вып. I. — С. 119—122. (Совместно с М. Г. Поповым)
- Новые виды туркестанских луков // Тр. Туркест. научн. об-ва. — Ташкент, 1923. — Вып. I. — С. 122—126.
- Определитель растений окрестностей г. Ташкента, вып. I (Polypodiaceae — Urticaceae) / Под ред. М. Г. Попова. — Ташкент: Изд-во САГУ, 1923. — 80 с. (Совместно с В. П. Дробовым, Е. П. Коровиным, М. В. Культиасовым, М. Г. Поповым, И. А. Райновой)
- Определитель растений окрестностей г. Ташкента, вып. 2 (Urticaceae — Cruciferae) / Под ред. М. Г. Попова. — Ташкент: Изд-во САГУ, 1923. — 80 с.
- Decas Alliorum novorum ex Asia Media // Бот. мат-лы герб. Бот. сада. — 1924. — Т. V, вып. 6. — С. 89—96.
- Species novae е montibus Karatau Turkestaniae // Тр. Туркест. научн. об-ва. — 1925. — Вып. II. — С. 29—31.
- Araceae — Ароидные, Liliaceae — Лилейные // Флора Туркмении. — 1932. — Т. I. — С. 233—236, 246—316.
- Descriptiones Alliorum novorum // Бюлл. САГУ. — 1934. — Вып. 19. — С. 119—130.
- Костёр — Bromus L. // Флора СССР. — 1934. — Т. 2. — С. 554—583. (Совместно с В. И. Кречетовичем, С. А. Невским, В. В. Сочавой)
- Касатик — Iris L. (секция Juno); Лук — Allium L., Тюльпан — Tulipa L., Унгерния — Ungernia Bge. // Флора СССР. — 1935. — Т. 4. — С. 557—576, 112—280, 320—364, 481—485. Архивировано 4 марта 2016 года.
- Tulipae et Junones novae // Бюлл. САГУ. — Ташкент, 1935. — Вып. 21. — С. 147—152.
- Об издании «Флора Узбекистана» // Тр. 1-й Узбекист. науч.-иссл. конф. по растит, ресурсам. — Ташкент, 1937. — С. 229—232.
- Eriocaulonaceae — Эриокаулоновые; Liliaceae — Лилейные; Amaryllidaceae — Амариллисовые; Iridaceae — Ирисовые; Диагнозы новых видов // Флора Узбекистана. — Ташкент, 1941. — Т. 1. — С. 381—382, 394—495, 495—502, 502—522, 537, 540—545.
- Новые виды растений // Бот. мат-лы гербария Бот. ин-та Узбекист. фил. АН СССР. — Ташкент, 1941. — Т. III. — С. 3—20. (Совместно с В. П. Бочанцевым)
- Новый род семейства губоцветных // Бот. мат-лы гербария БИН им. В. Л. Комарова АН СССР. — 1941. — Т. IX, вып. 2. — С. 54—55.
- Новые лилейные Таджикистана // Бот. мат-лы гербария БИН им. В. Л. Комарова АН СССР. — 1946. — Т. IX, вып. 4—12. — С. 232—247.
- Новый вид рода Androsace из Памира // Бот. мат-лы гербария БИН им. В. Л. Комарова АН СССР. — Т. IX, вып. 4—12, 19. — С. 213—214. (Совместно с П. Н. Овчинниковым)
- Tulipa binutans Vved. // Бот. мат-лы АН УзССР. — 1952. — № 13.

Критические заметки и описания новых видов Введенский помещал в Schedae ad Herbarium Florae Asiae Mediae ab Universitate Asiae Mediae editum: в Приложениях к Бюллетеню САГУ выпуски 9, 1925; 11, 1925; 12, 1926; 15, 1927 и Трудах САГУ, серия VIII-б ботаническая, выпуск 3, 1928.

## Память
В честь А. И. Введенского назван роды растений Введенския (Vvedenskya Korovin) семейства Зонтичные (Apiaceae) и Введенскиелла (Vvedenskyella Botsch.) семейства Капустные (Brassicaceae), а также более полусотни видов, некоторые из них:
- Acantholimon vvedenskyi Lincz. (1961)
- Allium vvedenskyanum Pavlov (1949)
- Asparagus vvedenskyi Botsch. (1965)
- Aster vvedenskyi Bondarenko (1962)
- Astragalus alexejii Gontsch. (1947)
- Astragalus vvedenskyi Popov (1947)
- Cousinia vvedenskyi Tscherneva (1962)
- Delphinium vvedenskyi Pachom. (1972)
- Draba vvedenskyi Kovalevsk. (1974)
- Ephedra vvedenskyi Pachom. (1968)
- Frankenia vvedenskyi Botsch. (1948) [≡ Frankenia bucharica subsp. vvedenskyi (Botsch.) Chrtek]
- Gagea alexejana Kamelin ex Levichev (2001)
- Gagea alexii Ali & Levichev (2007)
- Gagea vvedenskyi Grossh. (1935)
- Haplophyllum vvedenskyi Nevski (1937)
- Hedysarum vvedenskyi Korotkova (1954)
- Iris vvedenskyi Nevski ex Woronow & Popov (1932)
- Lagochilus vvedenskyi Kamelin & Zuckerw. (1983)
- Olgaea vvedenskyi Iljin (1960)
- Oxytropis vvedenskyi Filim. (1982)
- Poa vvedenskyi Drobow (1941)
- Polygonum vvedenskyi Sumnev. (1940)
- Potentilla vvedenskyi Botsch. (1952)
- Psephellus vvedenskii Sosn. (1934)
- Pseudoclausia vvedenskyi Pachom. (1974) [≡ Parrya vvedenskyi (Pachom.) D.A.German & Al-Shehbaz]
- Ranunculus vvedenskyi Ovcz. (1941)
- Rosularia vvedenskyi U.P.Pratov (1974) [≡ Rosularia alpestris var. vvedenskyi (U.P.Pratov) Lazkov]
- Salsola vvedenskyi Iljin & Popov (1937) [≡ Kaviria vvedenskyi (Iljin & Popov) Akhani]
- Salvia vvedenskii Nikitina (1962)
- Saussurea vvedenskyi Lipsch. (1959)
- Saxifraga vvedenskyi Abdull. (1974)
- Scaligeria vvedenskyi Kamelin (1973) [≡ Elaeosticta vvedenskyi (Kamelin) Kljuykov, Pimenov & V.N.Tikhom.]
- Scilla vvedenskyi Pazij (1971) [≡ Fessia vvedenskyi (Pazij) Speta]
- Scrophularia vvedenskyi Bondarenko & Filatova (1961)
- Strigosella vvedenskyi Bondarenko & Botsch. (1972)
- Tragopogon vvedenskyi Popov (1933)
- Tulipa vvedenskyi Botschantz. (1954)
- Viola alexejana Kamelin & Junussov (1980)
- Ungernia vvedenskyi Khamidch. (1979)